# 全缘叶紫珠
全缘叶紫珠（学名：Callicarpa integerrima）为马鞭草科紫珠属的植物，是中国的特有植物。分布于中国大陆的江西、浙江、福建、广西、广东等地，生长于海拔200米至700米的地区，多生长在山坡及谷地林中，目前尚未由人工引种栽培。

## 异名
- Callicarpa integerrima Champ. var. chinensis (Pei) S. L. Chen